# Beturia
La Beturia (en latín Baeturia) era un amplio territorio antiguo de la península ibérica comprendido entre los cursos medios e inferiores de los ríos Guadiana —en latín Ana— y Guadalquivir —en latín Baetis—, que a partir de la II Edad del Hierro fue habitado por dos pueblos de orígenes distintos, al oeste los Celtici (célticos), indoeuropeos, y al este los Turduli (túrdulos), parientes de los turdetanos. El territorio fue anexionado por Roma a comienzos del siglo II a. C., e incluido en la provincia Hispania Ulterior. 

## Historia
Con el nuevo reparto provincial llevado a cabo por el emperador Augusto en 27 a. C., la totalidad de la Beturia se integró en la provincia senatorial Bética, aunque con distinta dependencia administrativo-judicial: mientras los célticos pertenecieron al convento jurídico de Hispalis, los túrdulos quedaron bajo la dependencia del de Corduba.
Según la propuesta de Alicia M. Canto en 1991, completada en 1995 y 1997, el reparto del territorio entre ambos pueblos se debió a las explotaciones mineras diversas en las que respectivamente eran expertos: los célticos en el hierro y los túrdulos en la plata y el plomo. Puede verse un mapa explicativo de ello en [1].
En época árabe ambos territorios seguían existiendo de forma caracterizada, los célticos pervivían en la kûra de Firrís, y los túrdulos en la de Fahs al-Ballut (Canto, ERBC 1997, pág. 46 ). 
En la actualidad la Beturia céltica corresponde en su mayoría al suroeste de la provincia de Badajoz, entrando en Portugal hasta Serpa y el Guadiana, que era su límite occidental antiguo, y una parte menor por el norte de la provincia de Huelva; la Mancomunidad de Municipios Beturia rememora esa primera denominación. La Beturia túrdula por su parte corresponde al sureste de la provincia de Badajoz, al norte de la provincia de Córdoba, y al suroeste de la de Ciudad Real.